# Monte Tapulao
Monte Tapulao es la montaña más alta de la Cordillera Zambales y en la provincia de Zambales en el país asiático de Filipinas. El pico se eleva a una altitud de 2.037 metros (6.683 pies), y se encuentra en el municipio de Palauig, Zambales. Su nombre se deriva de la abundancia de árboles de pino de Sumatra en la zona, conocidos en el dialecto local como Zambal tapulao.
La montaña fue una vez un lugar de algunas operaciones mineras a gran escala de cromita.